# Cristian Pasquato
Cristian Pasquato (ur. 20 lipca 1989 w Padwie) – włoski piłkarz, występujący na pozycji napastnika w klubie ACD Campodarsego.

## Kariera piłkarska
W swojej karierze grał także w takich zespołach jak Empoli FC, Triestina, Modena, Lecce, Torino FC, Udinese Calcio, Bologna FC, Padova, Delfino Pescara 1936, Livorno oraz Krylja Sowietow. Były młodzieżowy reprezentant Włoch.
26 lipca 2017 zadebiutował w barwach Legii Warszawa w meczu 3. rundy eliminacji do Ligi Mistrzów w przegranym 1:3 wyjazdowym meczu z mistrzem Kazachstanu FK Astana. 29 lipca 2017 zaliczył pierwszy mecz w Ekstraklasie w barwach warszawskiego zespołu w wygranym 2:0 meczu z Sandencją Nowy Sącz. 25 października 2017 strzelił pierwszą bramkę w barwach Legii Warszawa w ćwierćfinale Pucharu Polski w wygranym 3:1 meczu z Bytovią Bytów (na 2:0). 9 grudnia 2017 strzelił pierwszego gola w Ekstraklasie w wygranym przez Legię Warszawa meczu z Bruk-Betem Termalicą Nieciecza 3:0 (zdobył bramkę na 2:0). W lutym 2019 zawodnik znalazł się poza kadrą Legii na mecze Ekstraklasy, a w październiku 2019 został zawodnikiem włoskiego klubu ACD Campodarsego.

## Sukcesy
Legia Warszawa
- Mistrzostwo Polski: 2017/2018
- Puchar Polski: 2017/2018